# Miłosław
Miłosław este un oraș în Polonia.